# Thouarella superba
Thouarella superba är en korallart som först beskrevs av Nutting 1912.  Thouarella superba ingår i släktet Thouarella och familjen Primnoidae. Inga underarter finns listade i Catalogue of Life.